# 前315年
| 千纪： | 前1千纪 |
| 世纪： | 前5世纪 \| 前4世纪 \| 前3世纪 |
| 年代： | 前340年代 \| 前330年代 \| 前320年代 \| 前310年代 \| 前300年代 \| 前290年代 \| 前280年代                                                                                    |
| 年份： | 前320年 \| 前319年 \| 前318年 \| 前317年 \| 前316年 \| 前315年 \| 前314年 \| 前313年 \| 前312年 \| 前311年 \| 前310年                                                      |
| 纪年： | 周慎靚王六年 魯平公八年 齊宣王五年 趙武靈王十一年 魏襄王四年 韓宣惠王十八年 秦惠文王十年 楚懷王十四年 宋康王十四年 衛嗣君二十年 燕王子之元年 越王無彊二十八年 中山王十三年 |

## 大事记
- 秦灭巴国，设置巴郡，此为秦时三十六郡之一。
- 周慎靚王崩，太子延立，為周赧王。
- 马其顿安提帕特王朝国王卡山德在塞尔马（Therma）古城遗址上（或附近）以及周围26个村庄的基础上建成新城，并以妻子帖撒羅妮加（亚历山大大帝同父异母的妹妹）的名字命名為塞薩洛尼基。